# When Greek Meets Greek (film 1913)
When Greek Meets Greek è un cortometraggio muto del 1913 diretto da Walter Edwin.

## Trama
Trama di Moving Picture World synopsis in (EN)  su IMDb

## Produzione
Il film fu prodotto dalla Edison Company.

## Distribuzione
Distribuito dalla General Film Company, il film - un cortometraggio in una bobina - uscì nelle sale cinematografiche statunitensi il 6 maggio 1913.